# Eduardo Varas
Eduardo Varas Carvajal (Guayaquil, 1979) es un novelista, músico y periodista ecuatoriano. Actualmente reside en Quito.

## Trayectoria
Estudió Comunicación Social en la Universidad Católica de Santiago de Guayaquil y fue miembro del taller de Escritores de Miguel Donoso Pareja. Ha trabajado para varias compañías de medios de impresión, como los diarios El Comercio, El Universo, Expreso y El Telégrafo, y las revistas Soho, Diners Mundo y Ecuador Infinito. En 2007 publicó el libro de cuentos Conjeturas para una tarde y en 2008 formó parte de la antología El futuro no es nuestro junto con varios escritores latinoamericanos de cuentos. Es el autor de la novela Los descosidos (2010).
Su novela corta Las tres versiones, basada en el caso del asesino serial juvenil Juan Fernando Hermosa, ganó el Premio Miguel Donoso Pareja en su edición de 2021.

## Obras
- Conjeturas para una tarde (2007)
- Los descosidos (2010).[1] Quito, Ecuador: Editorial Santillana. ISBN 978-9978-29-899-2, ISBN 978-9942-05-168-4
- Faltas ortográficas (2017).[1]
- Esas criaturas (2021)[5]
- Las tres versiones (2022)[1]